# 擬鮋屬
擬鮋屬（學名：Scorpaenopsis）為鮋科下原生於印度洋及太平洋的一個屬。

## 種
本屬辨認出27個種：
- 高吻擬鮋（S. altirostris）
- 髯擬鮋（S. barbata）
- 大口擬鮋（S. brevifrons）
- 夏威夷擬鮋（S. cacopsis）
- 鬚擬鮋（S. cirrosa）
- 杜父擬鮋（S. cotticeps）
- 頭鋸擬鮋（S. crenulata）
- 毒擬鮋（S. diabolus）
- 埃氏擬鮋（S. eschmeyeri）
- 弗氏擬鮋（S. furneauxi）
- 駝背擬鮋（S. gibbosa）
- 吉氏擬鮋（S. gilchristi）
- 悉尼擬鮋（S. insperatus）
- 白斑擬鮋（S. lactomaculata）

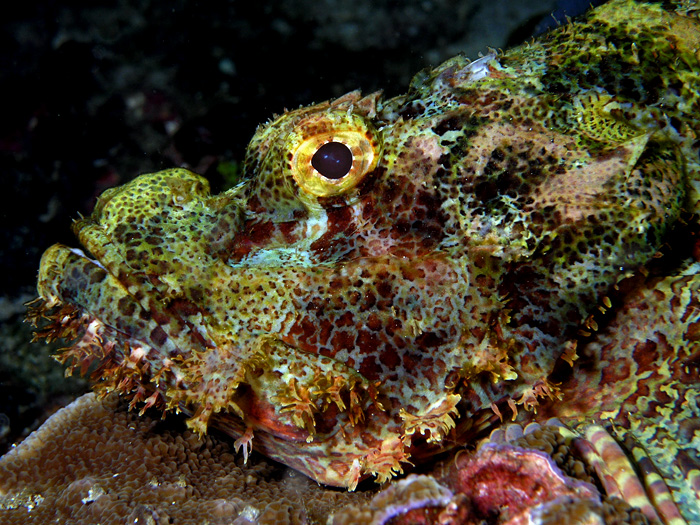
尖頭擬鮋（S. oxycephala）

- 長棘擬鮋（S. longispina）
- 大手擬鮋（S. macrochir）
- 魔擬鮋（S. neglecta）
- 鈍吻擬鮋（S. obtusa）
- 東方擬鮋（S. orientalis）
- 尖頭擬鮋（S. oxycephala）
- 紅擬鮋（S. papuensis）
- 貪食擬鮋（S. pluralis）
- 波氏擬鮋（S. possi）
- 小擬鮋（S. pusilla）
- 拉氏擬鮋（S. ramaraoi）
- 枕脊擬鮋（S. venosa）
- 紋鰭擬鮋（S. vittapinna）

## 文獻
1. ↑  Froese, R. & Pauly, D. (eds.) (2014). Species of Scorpaenopsis. FishBase. Version 2014-06.